# Eubulos (Goldschmied)
Eubulos (altgriechisch Εὔβουλος) war ein antiker griechischer Goldschmied aus Korinth, der im 2. Jahrhundert in Rom tätig war.
Eubulos ist heute nur noch von seiner im Rom gefundenen Grabinschrift bekannt, Werke können ihm nicht zugewiesen werden. Die vor der Porta San Sebastiano gefundene Inschrift, die sich heute in der Antikensammlung des Dänischen Nationalmuseums in Kopenhagen befindet, ist zweisprachig, in Latein und Altgriechisch: